# Zoë Kravitz
Pour les articles homonymes, voir Kravitz.
Zoë Kravitz, née le 1er décembre 1988 à Los Angeles (Californie), est une actrice, réalisatrice, scénariste, chanteuse et mannequin américaine.
Elle est la fille du chanteur Lenny Kravitz et de l'actrice Lisa Bonet.
Elle se fait remarquer au cinéma par les productions À vif et  Le Goût de la vie (2007) avant d'accéder à une notoriété publique importante grâce à sa participation au blockbuster X-Men : Le Commencement (2011) ainsi qu'à la saga Divergente (de 2014 à 2016). Parmi ses films les plus notables, on compte également sur les films de science-fiction After Earth (2013) et Kin : Le Commencement (2018), le film d'action Mad Max: Fury Road (2015) et  Les Animaux fantastiques : Les Crimes de Grindelwald (2018). Elle revient sur le devant de la scène en interprétant le personnage de Catwoman dans le film The Batman (2022), avec une probable série spin-off qui lui sera consacrée sur HBO Max.
À la télévision, elle intègre la quatrième saison de la série Californication (2011) et elle fait partie de la distribution, depuis 2017, de la série événement du réseau HBO, Big Little Lies. Depuis 2020, elle est le personnage principal de la série High Fidelity, adaptée du roman du même titre.

## Biographie

### Enfance et formation

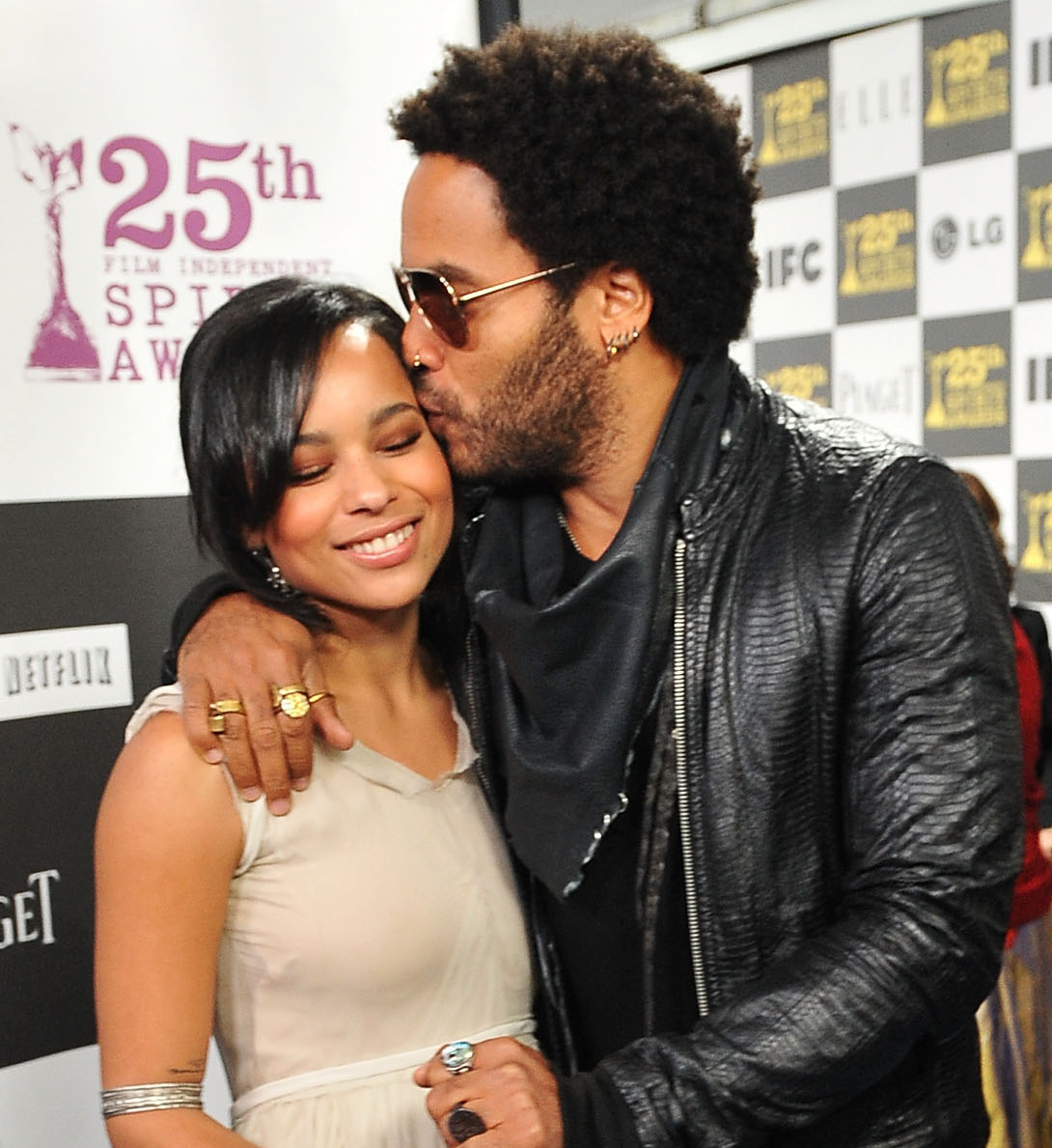
Zoë et son père, Lenny Kravitz, en 2010, lors des Spirit Awards.

Zoë Isabella Kravitz est née à Los Angeles dans la maison de ses parents, le chanteur Lenny Kravitz et l'actrice Lisa Bonet. Ses grands-parents paternels sont l'actrice américaine Roxie Roker et le réalisateur Sy Kravitz. Elle a des origines ukrainiennes, afro-américaines, haitiennes et bahaméennes.
Les parents de Zoë se sont mariés en 1987 et ont divorcé six ans plus tard, en 1993, lorsqu'elle avait cinq ans. Elle a vécu avec sa mère, dans la région de Topanga Canyon et déménage, ensuite, à l'âge de 11 ans, à Miami, souhaitant vivre avec son père et passant ses étés chez sa mère,.
Zoë Kravitz a une demi-sœur plus jeune, Lola Iolani Momoa et un demi-frère, Nakoa Wolf Manakauapo Namakaeha Momoa, du remariage de sa mère avec l'acteur Jason Momoa. Son parrain est le producteur Bruce Cohen et sa marraine est l'actrice et chanteuse Cree Summer.
Zoë a vécu son enfance à l’abri des strass et des paillettes. Son père voulait qu’elle mène une vie normale. Mais elle a très vite été attirée par le monde du show-biz.
Elle est diplômée de la Miami Country Day School, en 2007. Elle étudie ensuite au conservatoire de New York mais abandonne au bout d'un an pour se consacrer à sa carrière dans le milieu du divertissement.
Elle a longtemps lutté contre l'anorexie et la boulimie, tout au long de ses études, et ce, jusqu’à ses 24 ans.

### Carrière

#### Débuts et révélation (années 2000)

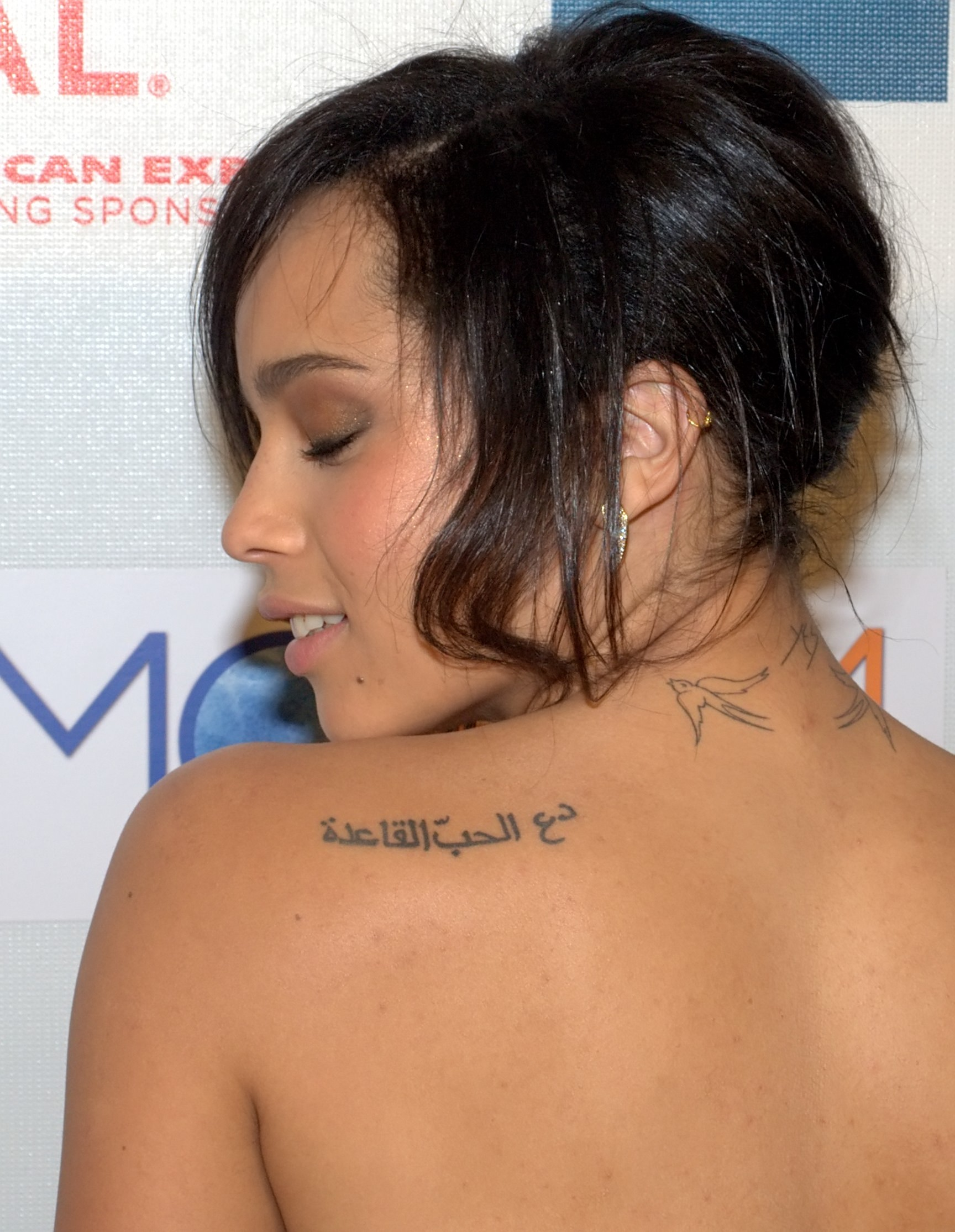
L'actrice à la première de Beware the Gonzo au Festival du film de Tribeca 2010.

Décidée à ne pas être uniquement la « fille de », Zoë s’est fait remarquer en posant pour les magazines Vogue, Elle et GQ, ainsi que plusieurs marques, dont Calvin Klein, Alexander Wang ou Swarovski .
En 2007, elle fait ses débuts au cinéma et elle décroche des rôles dans le thriller d'action À vif, où elle donne la réplique à Jodie Foster, et la comédie romantique Le Goût de la vie avec Catherine Zeta-Jones et Aaron Eckhart.
En 2008, elle fait ses débuts dans la musique en figurant dans le clip vidéo du titre I Know, du rappeur Jay-Z et en collaborant avec Will.i.am pour le titre We Are The Ones, qui supporte la candidature du président Barack Obama. Côté cinéma, elle obtient un second rôle dans la comédie dramatique Birds of America avec Matthew Perry et Lauren Graham et joue dans le thriller indépendant Assassinat d'un président avec Bruce Willis. Ce film a d'ailleurs été présenté en avant-première au festival du film indépendant de Sundance 2008 et a recueilli des éloges de la part des critiques[pertinence contestée].
En 2009, elle rejoint Pierce Brosnan et Susan Sarandon pour le drame indépendant Pour l'amour de Bennett, présenté au Festival du film de Sundance 2009. Elle porte le drame indépendant Yelling to the Sky avec Gabourey Sidibe et Tim Blake Nelson. Le film est finalement présenté, en 2011, au Festival international du film de Berlin.
En 2010, elle côtoie l'actrice Emma Roberts pour deux projets : pour la comédie dramatique Une drôle d'histoire avec Zach Galifianakis. Le film reçoit des critiques positives, l'interprétation de Zoë lui permet de décrocher une nomination au titre de Meilleure actrice lors des Black Reel Awards mais le succès commercial n'est pas au rendez vous ; et pour le film policier américano-français de Joel Schumacher, Twelve avec aussi Chace Crawford. Elle termine l'année dans le teen movie Beware the Gonzo qui est présenté au Festival du film de Tribeca.

#### Percée médiatique (2011-2015)

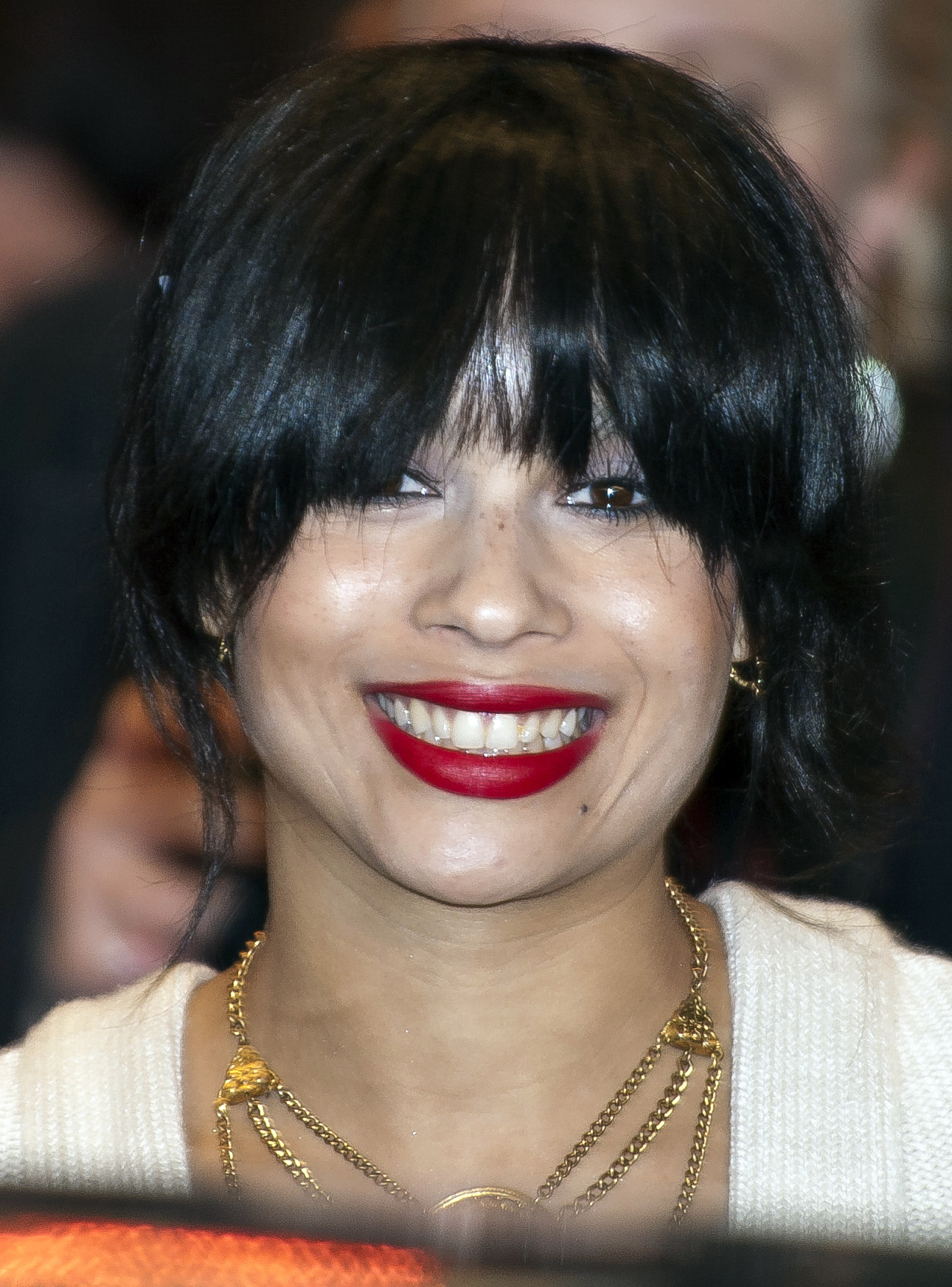
L'actrice à la première de Yelling at the Sky à la Berlinale 2011.

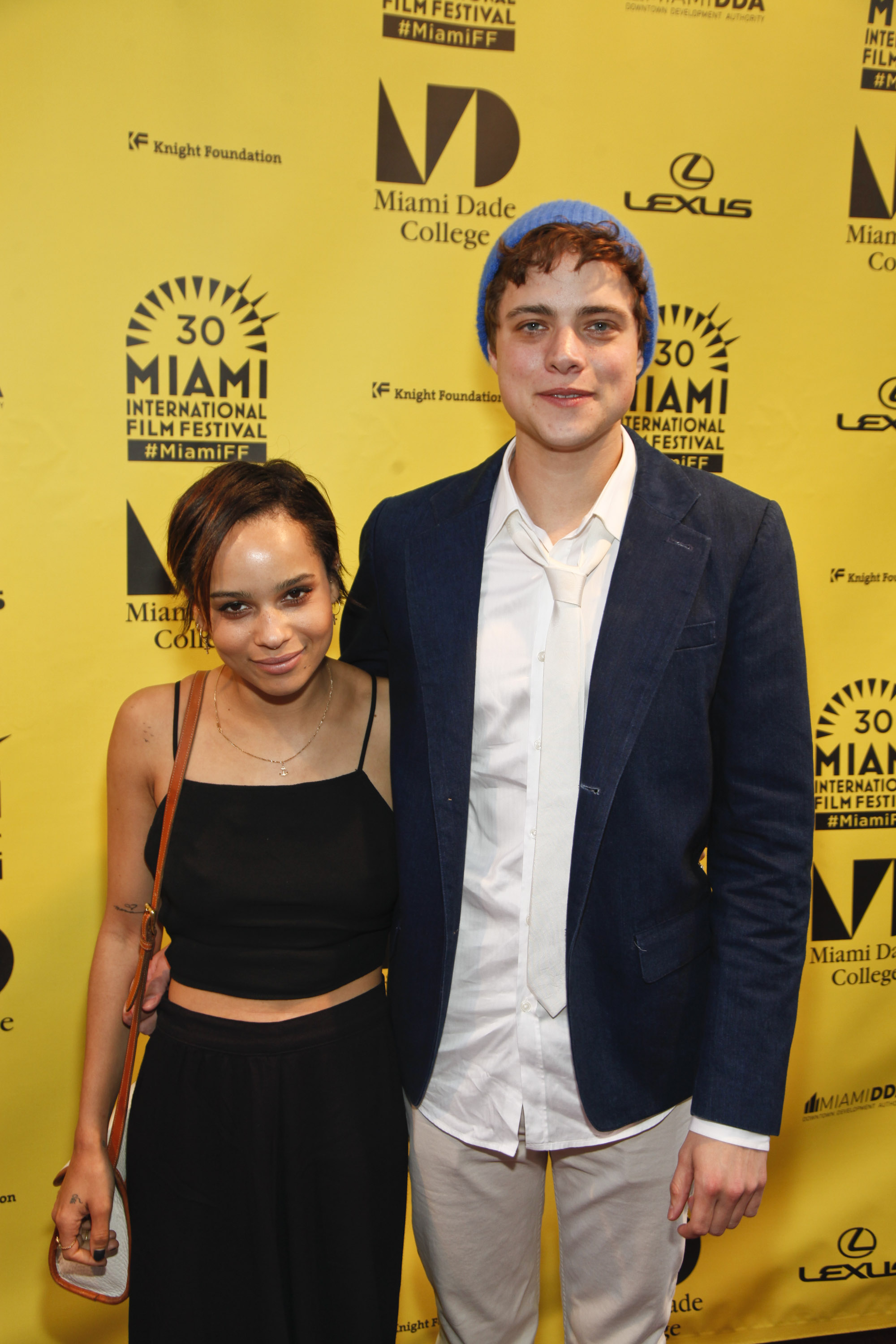
Zoë Kravitz et l'acteur Douglas Smith lors de l'avant-première du film The Boy Who Smells Like Fish, aux MIFF 2013.

En 2011, elle fait ses débuts à la télévision, en intégrant la distribution récurrente de la quatrième saison de la sulfureuse série Californication avec David Duchovny. Elle incarne Pearl, une musicienne qui recrute la fille du personnage principal dans son groupe de filles.
Cette année-là, elle incarne la mutante Angel Salvadore pour le blockbuster X-Men : Le Commencement de Matthew Vaughn. Le film est un préquel de la première trilogie X-men, lancée en 2000, au cinéma. Il rencontre un franc succès critique et public lors de sa sortie. L'interprétation de Zoë est une nouvelle fois remarquée et citée lors de cérémonies de remises de prix populaires comme les Teen Choice Awards et les Scream Awards.
Elle termine l'année au casting du drame The Boy Who Smells like fish (Treading Water), commercialisé en France, en 2013.
En 2013 justement, elle fait confiance à Will Smith et Jaden Smith pour le film de science-fiction After Earth, mais le projet ne rencontre pas le succès escompté. À partir de cette année, elle suit les traces de son père dans la musique avec son groupe LOLAWOLF, fondé avec des amis musiciens. Musique de style indépendant, elle commence peu à peu à se faire connaître.
En 2014, elle rejoint l'adaptation cinématographique de la série littéraire de Veronica Roth, Divergente. Elle incarne Christina, un personnage d'une société futuriste divisée en cinq factions. Face à l'important succès mondial rencontré, elle reprendra son rôle pour Divergente 2 : L'Insurrection et Divergente 3 : Au-delà du mur. Le second volet réalise des performances au box office supérieures à son prédécesseur, en revanche, le troisième volet déçoit et réalise des performances nettement en deçà des attentes du studio et compromet la sortie des prochains volets.
En 2015, elle enchaîne avec le drame indépendant The Road Within avec Dev Patel et Robert Sheehan. L'interprétation de Zoë est saluée par la critique, elle reçoit le MIFF Awards de la meilleure actrice dans un second rôle et elle est élue Meilleure actrice lors du Festival du film de Napa Valley. Elle est également aux côtés d'Ethan Hawke pour le thriller Good Kill, le film est présenté en compétition officielle au festival international du film de Venise en 2014 et incarne l'héroïne de la comédie dramatique Dope qui lui permet à nouveau d'être nommée pour un Black Reel Awards.
Cette même année, elle participe au film de science-fiction post-apocalyptique Mad Max: Fury Road de George Miller. C'est le quatrième opus de la série Mad Max. Il marque le retour du héros australien au cinéma après trente ans d'absence. L'acteur britannique Tom Hardy succède à Mel Gibson dans le rôle-titre. Le film reçoit six oscars lors de la 88e cérémonie des Oscars, le 28 février 2016. En plus d'une excellente réception critique donc, il rencontre un franc succès au box office.

#### Alternance cinéma et télévision (2016-présent)

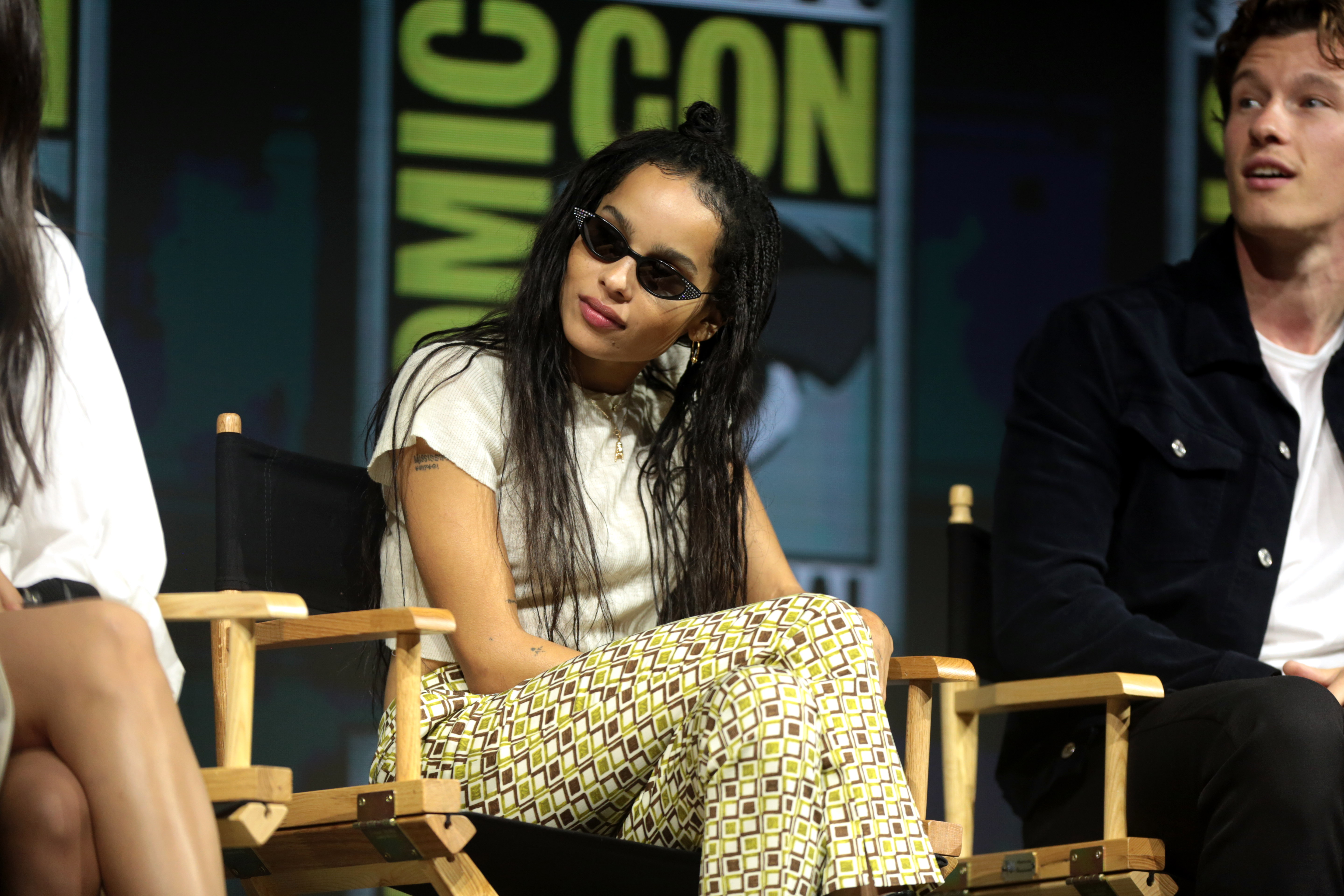
L'actrice au San Diego Comic-Con 2018 pour la promotion de Les Animaux fantastiques : Les Crimes de Grindelwald.

Entre 2016 et 2017, elle alterne entre productions indépendantes et films commerciaux. Elle fait, par exemple, partie de la distribution loufoque d'Adam Green's Aladdin qui est une épopée absurde et fantasque, aux tendances psychédéliques, tout en intégrant une autre saga cinématographique Les Animaux Fantastiques, une série dérivée de la saga Harry Potter. Son rôle est annoncé lors du premier volet et amené à être développé à partir du second.
Puis, elle prête sa voix au personnage de Catwoman dans le film d'animation Lego Batman, le film et séduit Emile Hirsch pour le film policier dramatique Vincent-N-Roxxy. Elle rejoint également la distribution féminine de la comédie Pire soirée avec Scarlett Johansson et Kate McKinnon ainsi que le drame Viena and the Fantomes avec Dakota Fanning et Evan Rachel Wood. Elle n'en oublie pas le cinéma indépendant en étant également en tête d'affiche du thriller Gemini.
Après une apparition en tant que guest star dans la série télévisée comique Portlandia, elle rejoint la distribution de la mini série Big Little Lies, créée par David Edward Kelley et avec les oscarisées Reese Witherspoon et Nicole Kidman, diffusé sur le réseau HBO. La série est acclamée par la critique et remporte des prix. Au départ conçue pour être une mini série, le show est finalement renouvelé pour une seconde saison à laquelle Kravitz prend part après avoir renégocié son contrat,.
La marque Yves Saint Laurent désigne l'actrice comme égérie, en août, pour sa campagne estivale intitulée Tatouage Couture. Ce sera la deuxième fois qu'elle officie en tant qu'ambassadrice. Elle avait déjà collaboré, en octobre 2016, pour un court métrage de la marque qui était consacré à la préparation make-up de la comédienne avant un show. En janvier 2018, elle devient l'égérie du fond de teint Touche Éclat All-In-One Glow d'Yves Saint Laurent aux côtés de l'autre égérie Make-Up Yves Saint Laurent Beauté, Staz Lindes. La même année, elle est également l'ambassadrice du parfum Black Opium,.
Au cinéma, elle est l’une des vedettes de deux blockbusters : d'abord en étant à l'affiche du film de science-fiction Kin : Le Commencement et avec les aventures fantastiques attendues Les Animaux fantastiques : Les Crimes de Grindelwald. Elle prête aussi sa voix à l'un des personnages du film d'animation Spider-Man: New Generation. Puis, elle est choisie afin d'incarner Selina Kyle / Catwoman dans le blockbuster attendu, The Batman, centré sur le chevalier noir, porté par Robert Pattinson sous la direction de Matt Reeves,.
En 2021, elle prépare le tournage de son premier long-métrage en tant que réalisatrice, un thriller intitulé Blink Twice dans lequel elle donne la réplique à Channing Tatum qui produit également le film.
En mai 2025, elle devient l'un des visages de la nouvelle campagne promotionnelle de la marque de champagne Dom Pérignon.

### Vie privée
D'août 2007 à juin 2008, Zoë Kravitz fréquente l'acteur Ben Foster. En 2010, elle a une brève liaison avec l'acteur Ezra Miller. De 2010 à 2011, elle sort avec l'acteur germano-irlandais Michael Fassbender, puis elle est en couple avec l'acteur Penn Badgley de juillet 2011 à juin 2013. En 2014, elle fréquente brièvement Noah Gabriel Becker.
Durant l'automne 2016, elle commence à fréquenter l'acteur Karl Glusman, qu'elle épouse le 29 juin 2019 à Paris,. Le couple annonce leur séparation en décembre 2020, après dix-huit mois de mariage et quatre ans de vie commune. Le divorce est prononcé en août 2021.
De août 2021 à octobre 2024, elle partage la vie de l'acteur Channing Tatum.

## Filmographie

### Actrice

#### Cinéma
- 2007 : Le Goût de la vie (No Reservations) de Scott Hicks : Charlotte
- 2007 : À vif (The Brave One) de Neil Jordan : Chloé
- 2008 : Assassinat d'un président (Assassination of a High School President) de Brett Simon : Valerie Torres
- 2008 : Birds of America de Craig Lucas (en) : Gillian
- 2009 : Pour l'amour de Bennett (The Greatest) de Shana Feste : Ashley
- 2010 : Twelve de Joel Schumacher : Gabby
- 2010 : Beware the Gonzo de Bryan Goluboff : Evie Wallace
- 2010 : Une drôle d'histoire (It's Kind of a Funny Story) d'Anna Boden et Ryan Fleck : Nia
- 2011 : Yelling to the Sky de Victoria Mahoney : Sweetness O'Hara
- 2011 : X-Men : Le Commencement (X-Men: First Class) de Matthew Vaughn : Angel Salvadore
- 2013 : After Earth de M. Night Shyamalan : Senshi Raige
- 2013 : The Boy Who Smells Like Fish d'Analeine Cal y Mayor : Laura
- 2014 : Divergente (Divergent) de Neil Burger: Christina
- 2014 : The Road Within de Gren Wells : Marie
- 2015 : Mad Max: Fury Road de George Miller : Toast
- 2015 : Divergente 2 : L'Insurrection (Insurgent) de Robert Schwentke : Christina
- 2015 : Good Kill d'Andrew Niccol : Caporale chef de 1re classe Suarez
- 2015 : Dope de Rick Famuyiwa : Nakia
- 2016 : Adam Green's Aladdin d'Adam Green : Old Miner
- 2016 : Roxxy (Vincent-N-Roxxy) de Gary Michael Schultz : Roxxy
- 2016 : Divergente 3 : Au-delà du mur (The Divergent Series: Allegiant) de Robert Schwentke : Christina
- 2016 : Les Animaux Fantastiques (Fantastic Beasts and Where to Find Them) de David Yates : Leta Lestrange (photo)
- 2016 : Too Legit (court métrage) de Frankie Shaw : Sully
- 2017 : Lego Batman, le film (The Lego Batman Movie) de Chris McKay : Selina Kyle / Catwoman (voix)
- 2017 : Pire Soirée (Rough Night) de Lucia Aniello : Blair
- 2017 : Gemini d'Aaron Katz : Heather Anderson
- 2018 : Les Animaux fantastiques : Les Crimes de Grindelwald (Fantastic Beasts : The Crimes of Grindelwald) de David Yates : Leta Lestrange
- 2018 : Kin : Le Commencement de Jonathan et Josh Baker : Milly
- 2018 : Spider-Man: New Generation de Peter Ramsey, Bob Persichetti et Rodney Rothman : Mary Jane Watson (voix)
- 2020 : Viena and the Fantomes de Gerardo Naranjo : Madge
- 2022 : KIMI de Steven Soderbergh : Angela Childs
- 2022 : The Batman de Matt Reeves : Selina Kyle / Catwoman
- 2025 : Pris au piège - Caught Stealing (Caught Stealing) de Darren Aronofsky : Yvonne
- 2026 : How to Rob a Bank de David Leitch

#### Télévision
- 2011 : Californication (série télévisée) : Pearl (saison 4, 8 épisodes)
- 2016 : Portlandia (série télévisée) : Kendall (saison 6, épisode 5)
- 2016 : Morris & the Cow (téléfilm) de Bernard Derriman : Loretta (voix)
- 2017-2019 : Big Little Lies (série télévisée) : Bonnie Carlson (14 épisodes)
- 2020 : High Fidelity (série télévisée) : Robyn « Rob » Brooks (rôle principal, annulée)
- 2024 :The Studio ( série télévisée) : son propre rôle dans les épisodes 8, 9 et 10

### Réalisatrice et scénariste
- 2024 : Blink Twice

## Discographie

### Albums / EP
| Titre                 | Détails                                                                              | Singles                                |
| --------------------- | ------------------------------------------------------------------------------------ | -------------------------------------- |
| Lolawolf (EP)         | - Sortie: février 2014 - Label: Innit Recordings - Formats: Téléchargement légal     | "Drive (Los Angeles)" "Wanna Have Fun" |
| Calm Down (Album)     | - Sortie: octobre 2014 - Label: Innit Recordings - Formats: CD, Téléchargement légal | "Jimmy Franco" "AYO"                   |
| Every F****n Day (EP) | - Sortie: juin 2015 - Label: Innit Recordings - Formats: Téléchargement légal        | "Every Fuckin Day"                     |

Source.

## Distinctions

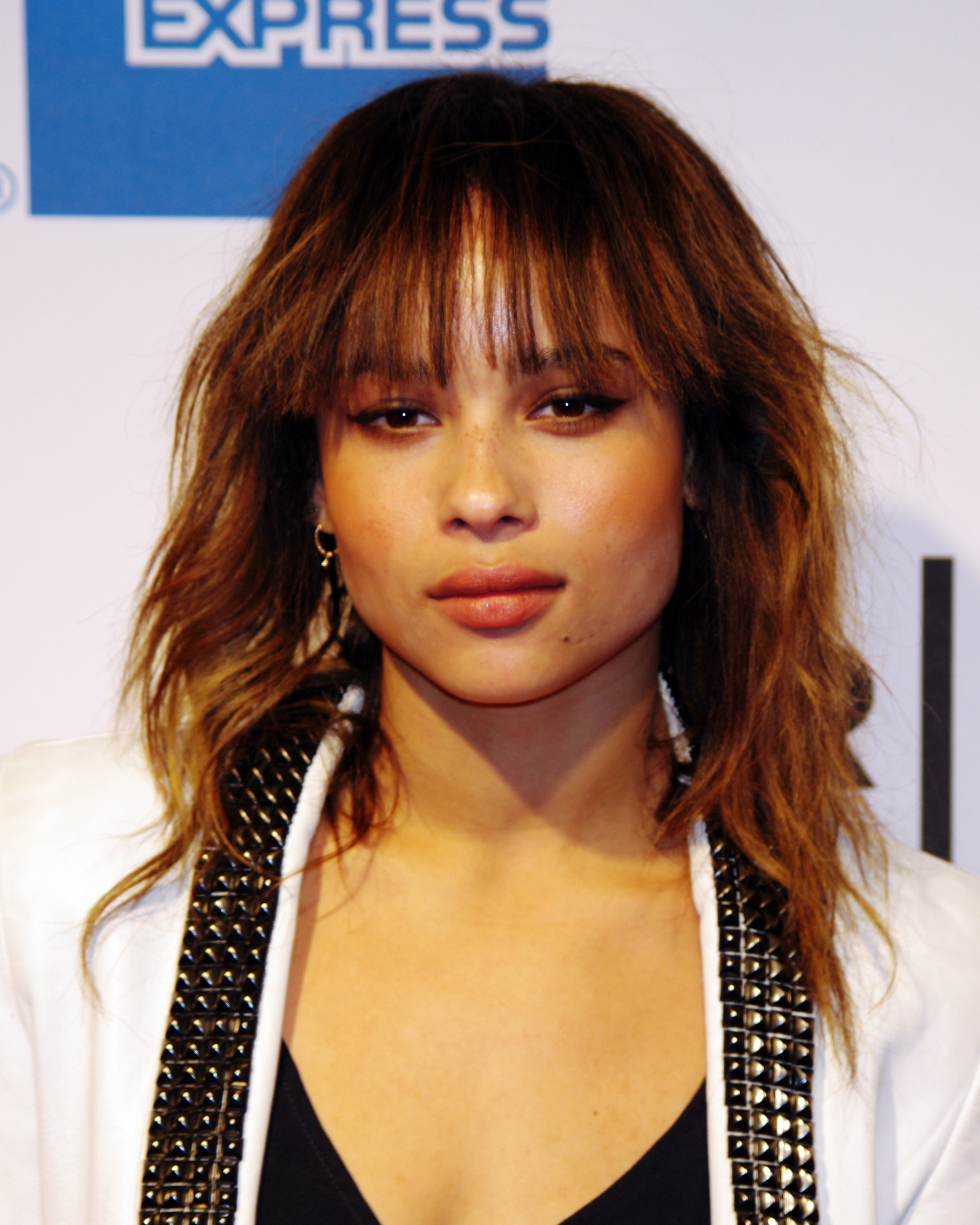
Zoë Kravitz, lors du Festival du film de Tribeca, en 2011.

Sauf indication contraire ou complémentaire, les informations mentionnées dans cette section proviennent de la base de données IMDb.

### Récompenses
- Napa Valley Film Festival 2014 : Meilleure actrice pour The Road Within
- Milano International Film Festival Awards (MIFF Awards) 2015 : Meilleure actrice dans un second rôle pour The Road Within

### Nominations
- Black Reel Awards 2011 :  Meilleure actrice pour Une drôle d'histoire
- Scream Awards 2011 : Interprétation féminine préférée pour X-Men : Le Commencement
- Teen Choice Awards 2011 : 
  - Meilleure distribution pour X-Men : Le Commencement
  - Meilleure révélation féminine pour X-Men : Le Commencement
- All Def Movie Awards 2016 : Meilleure actrice pour Dope
- Black Reel Awards 2016 : Meilleure actrice dans un second rôle pour Dope
- Gold Derby Awards 2016 : Meilleure distribution pour Mad Max: Fury Road
- Black Reel Awards for Television 2017 : Meilleure actrice secondaire dans un téléfilm ou une mini série pour Big Little Lies

## Voix françaises
En version française, Zoë Kravitz est doublée par Lutèce Ragueneau et Olivia Luccioni en alternance.
Au Québec, elle est principalement doublée par Sarah-Jeanne Labrosse.